# ANTLR
Trong nhận diện ngôn ngữ dựa theo máy tính, ANTLR (viết tắt cho ANother Tool for Language Recognition) là tên của một bộ phân tích cú pháp dựa trên phân tích LL(k). Phiên bản trước đó của ANTLR là bộ phân tích cú pháp PCCTS (viết tắt của Purdue Compiler Construction Tool Set), được phát triển lần đầu vào năm 1989, và hiện vẫn đang được phát triển. Người phát triển nó là giáo sư Terence Parr của Đại học San Francisco.
Các luật của ANTLR được trình bày khá cẩn thận tuân theo chuẩn EBNF, thay cho các cú pháp mô tả thông thường được sử dụng trong các bộ phân tích cú pháp khác.
Hiện nay, ANTLR đã hỗ trợ việc tạo mã cho các ngôn ngữ sau: C++, Java, Python, C#. ANTLR 3 hiện tuân theo các quy định về bản quyền của Giấy phép BSD.
Có một vài plugin được phát triển trong Eclipse để hỗ trợ cho cú pháp của ANTLR. Ngoài ra có bộ ANTLR Studio, một sản phẩm đăng ký bản quyền, cũng như plugin ANTLR cho Eclipse hỗ trợ bởi SourceForge.